# Xã Pendleton, Quận St. Francois, Missouri
Xã Pendleton (tiếng Anh: Pendleton Township) là một xã thuộc quận St. Francois, tiểu bang Missouri, Hoa Kỳ. Năm 2010, dân số của xã này là 3.372 người.